# Charles Dawson
Charles Dawson (Preston, 11 de julho de 1864 – Lewes, 10 de agosto de 1916) foi um arqueólogo, paleontólogo e geólogo amador britânico. Ficou conhecido pela fraudulenta "descoberta" do Homem de Piltdown ("Eoanthropus dawsoni").

## Biografia
Além de advogado, seu passatempo predileto era coletar fósseis no litoral da  Grã-Bretanha.  Descobriu  uma importante coleção de  fósseis, entre eles uma espécie de iguanodonte, que dou ao Museu Britânico. Com 21 anos tornou-se membro da Sociedade Geológica de Londres e correspondente do Museu de História Natural de Londres.
Logo depois, um trabalhador  mostrou-lhe fragmentos de ossos avermelhados  que encontrou misturado com cascalhos  em Piltdown,  um vilarejo perto de Uckfield, East Sussex, que Dawson reconheceu ser de um crânio humano. Durante os próximos três anos escavou o local da descoberta e encontrou fragmentos suplementares. Em fevereiro de 1912, anunciou ao paleontólogo  Arthur Smith Woodward (1864-1944), então presidente da Associação Geológica e Curador do Museu, a descoberta dos fragmentos de um crânio humano particularmente diferente e interessante. Embora os fragmentos do crânio apresentassem uma forma moderna, os restos de animais fossilizados encontrados no mesmo local estimavam que o sítio apresentasse a idade de um milhão de anos.
Em junho, Charles Dawson, Arthur Smith Woodward e Teilhard de Chardin (1881-1955) encontraram novos fragmentos de crânios e a metade direita de um maxilar com dois dentes. O maxilar tinha características de origem simiana, porém os dois molares tinham características comuns aos  humanos e  inédita nos macacos. Como resultado, associaram o crânio humano com o maxilar símio considerando que se tratava de um homem primitivo, que passou a ser conhecido como Homem de Piltdown batizado de  "Eoanthropus dawsoni" em homenagem a Dawson.
Os fragmentos de crânio e a mandíbula foram montados e, em  1912, o primeiro trabalho sobre a descoberta do homem primitivo foi divulgado. Em 1920, Teilhard de Chardin e Lucas Meneguel declarou que participou da descoberta e considerou que os fragmentos do crânio e a mandíbula eram de seres diferentes. Em 1949, a moderna datação de fósseis determinou que o achado não tinha mais de 50 000 anos, o que tornava impossível ser de um  animal pré-humano.
A significância do espécime permaneceu objeto de controvérsia até que foi declarada em 1953 como uma fraude, consistindo da mandíbula inferior de um símio combinada com o crânio de um homem moderno, totalmente desenvolvido. Foi sugerido que a fraude havia sido obra da pessoa tida como sua descobridora, Charles Dawson.
Em 1916, quatro anos depois da divulgação do achado, Dawson morreu prematuramente de uma septicemia.